# George Middlemore
George Middlemore (1756-18 de noviembre de 1850) fue un oficial de la Real Marina Británica.
Comisionado originalmente en el 86°, fue ascendido para comandar el 48° Regimiento de Foot, de infantería de línea, durante la Guerra de la Independencia Española. Fue teniente-gobernador de la isla de Granada de 1833 a 1835.
Fue el primer gobernador de la Colonia de la Corona de Santa Elena de 1836 a 1842, después de la entrega por parte de la Compañía Británica de las Indias Orientales a la Corona Británica. Allí supervisó la repatriación a Francia de los restos de Napoleón en 1840.